# Conte di Galloway
Conte di Galloway è un titolo nel Pari di Scozia. È stato creato nel 1623 per Alexander Stewart, I Lord Garlies. Era già stato creato Lord Garlies nel Pari di Scozia nel 1607. Questo ramo della famiglia Stewart era composto da lontani parenti del re di Scozia. Gli succedette il figlio maggiore superstite, il secondo conte. Era già stato creato baronetto, di Corsewell nella contea di Wigtown, nel 1627. Suo nipote, il quinto conte, era stato un politico. Gli succedette il figlio, il sesto conte. Nel 1704 Lord Galloway succedette a Sir Archibald Stewart, II baronetto di Burray, come terzo baronetto di Burray. Alla sua morte i titoli passarono al figlio maggiore, il settimo conte, che sedette alla Camera dei lord (1774-1796). Nel 1796 è stato creato Barone di Garlies nel Pari della Gran Bretagna, che gli ha dato una sicurezza automatica alla Camera dei lord. Gli succedette il figlio, l'ottavo conte. Era un ammiraglio della Royal Navy e Lord luogotenente del Kirkcudbrightshire e Wigtownshire. Quando morì i titoli passarono al figlio maggiore, il nono conte. Gli succedette il figlio maggiore, il decimo conte. Si sedette come membro del Parlamento per Wigtownshire. Alla sua morte i titoli passarono al fratello minore, l'undicesimo conte, che combatté nella guerra di Crimea e nella Moti indiani del 1857. Gli succedette l'unico figlio, il dodicesimo conte. Prestò servizio come Lord luogotenente del Kirkcudbrightshire. I titoli sono detenuti dal suo unico figlio, il tredicesimo conte, che gli succedette nel 1978.
I conti di Galloway sono considerati il ramo anziano del Clan Stewart, anche se la loro ascesa è stata messa in discussione.

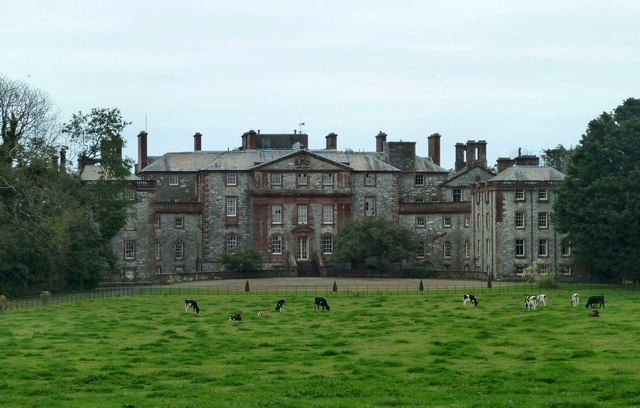
Galloway House, residenza storica del conte di Galloway (1740-1908).

La residenza ufficiale Cumloden House, vicino a Cumloden. La residenza storica era Galloway House, vicino a Garlieston.

## Conti di Galloway (1623)
- Alexander Stewart, I conte di Galloway (1580-1649)
- James Stewart, II conte di Galloway (1610–1671)
- Alexander Stewart, III conte di Galloway (1643–1690)
- Alexander Stewart, IV conte di Galloway (1660–1694)
- James Stewart, V conte di Galloway (?-1746)
- Alexander Stewart, VI conte di Galloway (1694–1773)
- John Stewart, VII conte di Galloway (1736–1806)
- George Stewart, VIII conte di Galloway (1768–1834)
- Randolph Stewart, IX conte di Galloway (1800–1873)
- Alan Stewart, X conte di Galloway (1835–1901)
- Randolph Stewart, XI conte di Galloway (1836–1920)
- Randolph Stewart, XII conte di Galloway (1892–1978)
- Randolph Stewart, XIII conte di Galloway (1928)

## Baronetti di Burray (1687)
- Sir Archibald Stewart, I baronetto (?-1689)
- Sir Archibald Stewart, II baronetto (?-1704)
- Sir Alexander Stewart, III baronetto (1694–1773)